# Killingholme
Killingholme in Lincolnshire, bestaat uit de plaatsen North Killingholme en South Killingholme. In het gebied bevinden zich twee olieraffinaderijen en een ondergrondse lpg-opslagplaats. Het heeft een snel groeiende haven met een veerverbinding met Hoek van Holland, Rotterdam (Stena Line).
In deze plaats was van begin 1944 tot oktober 1945 het 550ste squadron van de Royal Air Force gelegerd, dat deelnam aan de D-Day operaties vanaf 5 juni 1944.
In de jaren tachtig was er sprake van dat in dit gebied radioactief afval opgeslagen zou worden.